# Sufix
Sufix je v lingvistice označení pro morfém připojovaný za kořen slova.
Rozlišují se dva typy sufixů:
- derivativní sufixy – slouží k tvoření nových slov odvozováním (derivací) a mají sémantickou funkci, v české lingvistické terminologii se obvykle označují jako přípony;
- flektivní sufixy – používají se k vyjádření mluvnických kategorií při ohýbání (skloňování a časování), mají tedy gramatickou funkci. V češtině se obvykle označují jako koncovky.

Rozlišení přípon a koncovek má význam zejména ve flektivních jazycích, jako je čeština.

## Příklad
- vlak-ov-ý

Přípona -ov- zde slouží v odvození přídavného jména od podstatného jména vlak.
Koncovka -ý vyjadřuje 1. a 4. pád jednotného čísla mužského rodu. Při skloňování se mění (vlakov-ého, vlakov-ému atd.), přičemž se stále jedná o tutéž slovní jednotku (lexém).

## Terminologická poznámka
Dvojjazyčné anglicko-české slovníky uvádějí suffix jako odpovídající výraz k českému přípona. V lingvistické teorii je však suffix nadřazený pojem, který zahrnuje přípony i koncovky (inflectional suffix, laicky ending). Je-li potřeba upřesnění, odpovídá označení přípona anglický termín derivational suffix.